# Janusz Czapski (1936–2016)
Janusz Czapski (ur. 22 czerwca 1936 w Łodzi, zm. 27 grudnia 2016) – polski profesor nauk rolniczych, pracownik naukowy w Instytucie Sadownictwa i Instytucie Warzywnictwa im. Emila Chroboczka w Skierniewicach, w którym kierował Pracownią Przetwórstwa i Oceny Jakości. 

## Życiorys
W 1959 ukończył studia na Uniwersytecie Łódzkim, od 1961 do 1992 pracował w Instytucie Sadownictwa, od 1992 do 2000 w Instytucie Warzywnictwa. Specjalizował się w zagadnieniach z zakresu chemii, oraz technologii żywności i żywienia. Stopień doktora otrzymał w 1974 na Uniwersytecie Jagiellońskim, Stopień doktora habilitowanego z dziedziny nauk rolniczych (specjalność: technologia i chemia produktów roślinnych) w 1992 roku na podstawie pracy zatytułowanej „Wpływ niektórych modyfikacji technologicznych na wydajność i jakość przetwórczą pieczarek” w Akademii Rolniczej w Poznaniu. W 2000 otrzymał tytuł profesora.
Pełnił funkcję zastępcy przewodniczącego Komitetu Nauk o Żywności PAN.